# Althann Mihály József
Gróf Althann Mihály József (1756. október 1. – 1800 körül) kamarás, Zala vármegye főispánja, csáktornyai nagybirtokos.

## Élete
Az előkelő birodalmi arisztokrata Althan család sarja. Édesapja, gróf Althann Mihály János (1710–1778), édesanyja, báró Maria Josefa von Barwitz von Fernemont (1725–1758) volt.
Édesapja halála után a hatalmas csáktornyai földbirtokot örökölte meg, amelyet 1778. szeptember 25-én Mária Terézia magyar királynő ruházott rá. Ezzel, a Zala vármegye főispáni címet is megszerezte, amelyet 1778. november 24-étől egészen 1785. március 1.-éig viselt. Ekkor fivére, gróf Althann Mihály János (1757-1815), vette át a főispánságot.
Althann Mihály József kamarás és családja meglehetősen eladósodott, és ezért kényszerült eladni csáktornyát a gróf Festetics családnak. 1796. augusztus 6-án, és fivérei Althann Mihály János, Althann Mihály Ferenc, és Althann Mihály Miksa ruházták át a csáktornyai uradalmat gróf Festetics Györgynek.

## Házassága
Althann Mihály József feleségül vette 1776-ban Maria Philippina von Nimptsch (1759–1796) grófnőt, házasság, amelyből nem maradt meg gyermek időskorukra.